# Petr Mrkývka
Petr Mrkývka (* 17. ledna 1964 Brno) je český právník, diplomat a vysokoškolský pedagog, od února 2016 člen legislativní rady vlády ČR.

## Život
Vystudoval Právnickou fakultu Masarykovy univerzity v Brně, kde od 1991 působil na Katedře správního práva a správní vědy, poté na Katedře finančního práva a národního hospodářství a je také proděkanem pro strategii a rozvoj fakulty. Od roku 1992 působí jako advokát (původně komerční právník), jeho koncipientem byl v letech 1993–1996 Zdeněk Koudelka. Má blízký vztah k Polsku a od roku 1998 je honorárním konzulem Polské republiky v Brně pro oblast jižní Moravy. Od 1. května 2013 je jmenován docentem v oboru Finanční právo.